# Kingdom Rush: Origins
Kingdom Rush: Origins là trò chơi phòng thủ tháp được phát triển bởi Ironhide Game Studio. Phần thứ ba trong series Kingdom Rush và là phần tiền truyện của phần đầu tiên, được phát hành cho IOS, Android, Steam vào ngày 20 tháng 11 năm 2014, và cho Nintendo Switch vào ngày 17 tháng 9 năm 2020. Bối cảnh chính của trò chơi diễn ra khá lâu trước các sự kiện của phần đầu tiên, người chơi điều khiển một vùng đất tiên tộc khi họ cố gắng tự bảo vệ mình khỏi những kẻ thù độc ác. Quái vật có thể bị đánh bại bằng cách sử dụng bốn loại tháp phòng thủ, tất cả đều có thể được nâng cấp để chiến đấu tốt hơn trước làn sóng kẻ thù ngày càng tăng.

## Lối chơi
Kingdom Rush: Origins là một trò chơi phòng thủ tháp trong bối cảnh ở một vùng đất giả tưởng. Người chơi điều khiển một vùng đất tiên tộc khi họ tự bảo vệ mình khỏi những kẻ thù truyền kiếp. Khi bắt đầu một màn chơi, người chơi sở hữu một lượng vàng nhất định và có thể sử dụng số tiền này để xây dựng các tháp phòng thủ ở các vị trí cố định xung quanh một con đường. Kẻ thù tiến qua con đường từ một số lối vào được thiết lập sẵn và người chơi phải ngăn chặn chúng đi đến điểm cuối. Người chơi sở hữu bốn loại tháp, bao gồm cung thủ hiệu quả hơn trong việc chống lại kẻ thù yếu hơn, tháp ném đá có các đòn tấn công phù hợp để tiêu diệt các nhóm kẻ thù, tháp bộ binh tự chiến đấu trên đường đi và có thể ngăn kẻ thù tiến lên và tháp pháp sư gây sát thương lớn trong khi kẻ thù bị làm chậm. Khi kẻ thù bị giết, chúng sẽ cho người chơi vàng, số vàng này có thể được sử dụng để xây dựng nhiều tòa tháp hơn và nâng cấp những tòa tháp hiện có với lực sát thương tốt hơn và các đòn tấn công mới. Khi nâng cấp các tháp đến cấp 3 sẽ cho phép người chơi chọn lựa giữa một trong hai nhánh nân cấp cuối cùng, mỗi nhánh nâng cấp sẽ cho phép tháp đó sở hữu các loại khả năng đặc biệt khác nhau. Nếu kẻ thù đến được điểm cuối, người chơi sẽ bị trừ từ khoảng 1 đến 5 mạng (mỗi 1 kẻ thù tùy loại) và khi số mạng còn lại 0, người chơi sẽ phải khởi động lại màn chơi.
Ngoài các tòa tháp, người chơi còn được điều khiển một nhân vật gọi là anh hùng có thể điều khiển di chuyển đến bất kỳ phần nào của con đường và có thể được sử dụng để chiến đấu với những kẻ thù hùng mạnh. Các anh hùng bao gồm những kẻ tấn công tầm xa chiến đấu từ xa, cho đến những chiến binh phù hợp hơn để chiến đấu với kẻ thù trong trận cận chiến. Mỗi anh hùng có năm khả năng khác nhau có thể được nâng cấp bằng cách sử dụng đơn vị tiền tệ kiếm được khi hoàn thành các cấp độ và người chơi có thể chọn anh hùng nào họ muốn sử dụng hoặc nâng cấp. Ngoài ra mỗi anh hùng còn sở hữu một khả năng đặc biệt, những khả năng này ngoài gây sát thương lớn còn có thể sinh ra những hiệu ứng đặc biệt, và chúng đều cần một thời gian để hồi chiêu

## Đón nhận
Nintendo Life đã cho biết đồ họa và khả năng tiếp cận của trò chơi, nhưng nói rằng nhịp độ của các màn chơi quá chậm và ảnh hưởng đến trải nghiệm. Game Informer thích cách chơi, cách điều khiển và cấu trúc của trò chơi, những thứ mà họ thấy quen thuộc với các phần trước đó trong series Kingdom Rush. CNET đồng ý rằng lối chơi tương tự như các phần trước đó theo hướng thuận lợi, nhưng cũng thích các anh hùng và bản nâng cấp mới. Tuy nhiên, cả CNET và TouchArcade đều thất vọng vì nhiều anh hùng chỉ có thể được mở khóa bằng cách chi tiền cho các giao dịch vi mô. Gamezebo cho biết các ván chơi được thiết kế tốt nhất trong toàn bộ series, nhưng lối chơi tương tự như các phần trước và không có thay đổi đáng kể.